# Prieuré de la Chaise
 (décembre 2012).
Si vous disposez d'ouvrages ou d'articles de référence ou si vous connaissez des sites web de qualité traitant du thème abordé ici, merci de compléter l'article en donnant les références utiles à sa vérifiabilité et en les liant à la section « Notes et références ».
Le prieuré de la Chaise est un ancien prieuré bénédictin situé à Saint-Georges-sur-Cher, en Loir-et-Cher. Il dépendait au XIIe siècle de l'abbaye Saint-Julien à Tours.
Proche de Chenonceau, au cœur des châteaux de la Loire, sa chapelle encore visible aujourd'hui est inscrit au titre des à monuments historiques en 1963.

## Description
Son manoir, inscrit monument historique, pour sa façade du XVe siècle, est flanqué à chaque extrémité, d'une élégante tourelle en encorbellement et au centre d'une tour polygonale, abritant un escalier en vis en pierre. La face où s'ouvre la porte à linteau droit présente au-dessous de la baie supérieure, reste possible d'une ancienne bretèche (assommoir traditionnel des manoirs de Touraine), trois corbeaux de mâchicoulis. Ils représentent, à leurs extrémités, des têtes dont le regard surveille l’entrée de la propriété.
Au pignon est a été accolé, vers 1830, un bâtiment qui a remplacé une construction très ancienne, mais du même type, reposant entièrement sur une belle cave voûtée en berceau brisé, du XIIe siècle. La chapelle date vraisemblablement de la fin du XIIe siècle, début du XIIIe. De conception romane transformée en gothique au XVIe siècle.
De plan rectangulaire, elle est formée d’une double travée voûtée sur croisée d’ogives. Les nervures et les arcs formerets moulurés d’un tore retombent aux angles sur de simples pierres en guise de culots, et de chaque côté, au centre, par le chapiteau orné de feuillage à crochet d’une fine colonnette. Sur le côté nord, on aperçoit des joints d’appareillage en pierre peint d’origine. Des traces de fresques apparaissent en certains endroits, probablement du XVIe siècle. Celles figurant sur les têtes de chapiteaux ont été découvertes en 1996. L’une des clés de voûte représente l’agneau pascal et l’autre une simple crosse. Une armoire eucharistique est aménagée dans la paroi septentrionale, tandis qu’au midi, deux piscines à burettes occupent une niche gothique. 
Trois fenêtres à lancette ajourent le chevet plat, la médiane étant plus large  et placées du haut. Les murs goutterots, à l’extérieur, sont épaulés de trois contreforts amortis au glacis. Au nord s toutes les ouvertures ont été murées ; au sud, subsistent deux oculus et une petite baie romane. Un plan de 1762 indique que cette chapelle avait un clocher aujourd’hui disparu, mais dont l’emplacement est visible sous le toit. Une légende veut qu’un évêque aurait été inhumé dans cette chapelle, avec sa crosse en or. 
Les actuels propriétaires ont confié le remplacement des vitraux modernes à André Duret, artiste peintre.